# Sebastià Obradors i Font
Sebastià Obradors i Font (Moià, Bages, ? - Barcelona, 1899) fou un professor o catedràtic català.
Es doctorà en filosofia i lletres, i el 1857 fou nomenat substitut de la càtedra de llatí i grec de l'Institut de Barcelona; el 1862 se li confià la mateixa assignatura, però com a catedràtic, a l'Institut de Santander, i sense prendre possessió d'aquella càtedra, fou traslladat a Girona, del que en fou nomenat director el 1867.
Posteriorment desenvolupà la càtedra de llatí i castellà a l'Institut de València, i el 1884 passà al de Barcelona. Fou intèrpret jurat pel ministeri d'Estat per les llengües llatina i catalana.
Se li deuen les obres:
- Declinación latina: reducción de las cinco declinaciones latinas a una sola declinación (Girona) 1873.
- Las raices latinas presentadas en forma de frases, á fin de que se fijen màs fácil y prontamente en la memoria de los que estudian el latín (Girona) 1874.
- Clave de la traducción latina para uso de los que estudian al latín (Girona) 1878.
- Investigaciones lingüísticas sobre los principales pueblos que se establecieron en Catalunya y principalmente en la província de Gerona (Girona) 1883 i 1886.
- I diveros discursos, entre ells el que va escriure per al grau de doctor, que provava la unitat de la conjugació grega.

Era cosí germà del pianista i compositor nascut a Cuba, Obradors (1844-1895).